# ダイマクション・カー
ダイマクション・カー（Dymaxion car）は、アメリカ合衆国の発明家であり建築家でもあるバックミンスター・フラーが1933年に設計したコンセプトカーである。

## 解説
「ダイマクション」という語は、自身の発明品が人間味のある生活環境を改善するプロジェクトの一部を構成するということを強調するためにフラーが発明品の幾つかに与えたブランド名であった。
この車は30 マイル/米ガロン (7.8 L/100 km; 36 mpg-imp)の燃料消費率で、11名を乗せることができた。フラーは最高速度が120マイル毎時 (190 km/h)に達すると主張したが、記録された最高速度は90マイル毎時 (140 km/h)であった。

## 設計
ダイマクション・カーは1輪の後輪が転舵する三輪自動車であり、全長と同じ長さでUターンすることができた。しかしこの後輪転舵は運転にある程度の違和感を覚えさせるものであり、特に横風を受けるとこれが顕著であった。ボディはAurel Persuの設計手法に則った涙滴形で、自然と空気力学的に優れたものとなった。全長は20フィート (6.1 m)と通常の車の2倍の長さであった。リアシップエンジンによる前輪駆動という特異な駆動方式で（参照：RF  →）、動力源は車体後部に搭載した出力85制動馬力 (63 kW; 86 PS)のフォード製V型8気筒エンジン、前車軸もフォード製の部品で、当時のフォード・ロードスターの物を前後逆さまにして搭載したかたちである。
ドイツの発明家でありヘリコプターの先駆者であるエンゲルベルト・ゼシカ (Engelbert Zaschka) が1929年に発表した自動車は、バックミンスター・フラーにとって重要な特徴を備えていた。ゼシカの三輪自動車は、フラーのダイマクション・ハウス (Dymaxion House) や多くのジオデシック・ドームと同様に簡単に折り畳み、分解/組み立てをすることも可能であった。
車体形状を決めるための要素となった石膏製の風洞模型はイサム・ノグチが作成した。また1934年には実際に運転してクレア・ブース・ルーチェ (Clare Boothe Luce) とドロシー・ヘイル (Dorothy Hale) を連れてコネチカット州への長距離ドライブに出かけた。

## 万国博覧会での事故
1号車は、1933年のシカゴ万国博覧会の第一期に出品された際、デモ走行中にシカゴ・サウスパークのコミッショナーが運転する車に追突されて横転、酷い損傷を受けた。追突した車は事故直後に現場から逃走し、この事故によりダイマクション・カーを運転していたカーレーサーのフランシス・T・ターナー（Francis T. Turner）は死亡、2名の同乗者が重傷を負った。負傷したのは、フランス空軍省のシャルル・ドルフュス（Charles Dollfus）、航空の先駆者であり日本のスパイであったウィリアム・フォーブス＝センピルであった。運転者はシートベルトを着用していたがこの試作車のキャンバス製の屋根は衝突の衝撃から守るような十分な強度は有していなかった。検死官の調査により、事故の原因はダイマクション・カーを詳しく調査しようと接近したコミッショナーの運転ミスであり、ダイマクション・カーの構造や操作性によるものではないと特定され、バックミンスター・フラーは事故原因は後ろから接近してきた別の車の挙動によるものであると発表した。しかし報道機関は追突された事実を伏せて、事故はダイマクション・カーの型破りな構成に起因したように書き立てた。この事故は投資家にこの計画への投資を諦めさせた。
1988年の書籍『The Age of Heretics』で著者のアート・クライナー (Art Kleiner) は、クライスラー社がこの車の量産を断った本当の理由は、この車が中古車や既に流通経路にのっている車の販売環境を破壊するであろうと考えた銀行家たちが融資を引き揚げると脅したからであると主張している。

## 外観・来歴
バックミンスター・フラーによるオリジナルのダイマクション・カーは、計3台が製作された。
- 1号車　1933年7月製作 - 車体突端部に1灯のヘッドライトを備え、ボディカラーは白をメインに飛行機や船のように車体下部のみを別色の暗色(詳しい色相は不明)とし、トップはキャンバス、フロントガラスには曲面ガラスを用いた。1933年10月18日にアメリカ合衆国特許庁に出願、1937年12月7日に、2,101,057番として特許が付与された[6]。シカゴ万博での事故後に修復され、万博第一期終了後、水上飛行機の世界最速記録を築いたアルフォード・F・ウィリアムス(Alford F. Williams 通称「キャプテンAI」)が購入[6][注釈 3]し、最終的には1943年にワシントンD.C.の米国商務省標準局のガレージ[注釈 4]において焼失した[6][注釈 5][注釈 6]。給油後にガスキャップをはめ忘れたために引火・炎上したとされる[7]。
- 2号車　1934年1月製作 - イギリスの自動車愛好家の依頼により製作された[6]。ヘッドライトは2灯が横並びに配置され、ボディカラーは光沢のある暗色[注釈 7]、フロントガラスに平面ガラスを採用し、側面窓を増やすなど、1号車とは外観にも相違が見られる[7]。
- 3号車　1934年製作 – 2号車に似るがハードトップとなり後方に「背びれ」状の換気口を備える。塗色はエメラルドグリーンをメインにトップのみを白とする。内装は青で強化メラミン樹脂「フォーマイカ」で製作された。シカゴ万国博覧会の第二期[注釈 8]に出品された後、レオポルド・ストコフスキー夫妻が購入した[注釈 9]。その後の9年間に何度も転売されて消息不明となる[6]。

なお、設計者であるバックミンスター・フラー自身も2回の事故を起こしている(3台のうちいずれでかは不明)。

## 現状

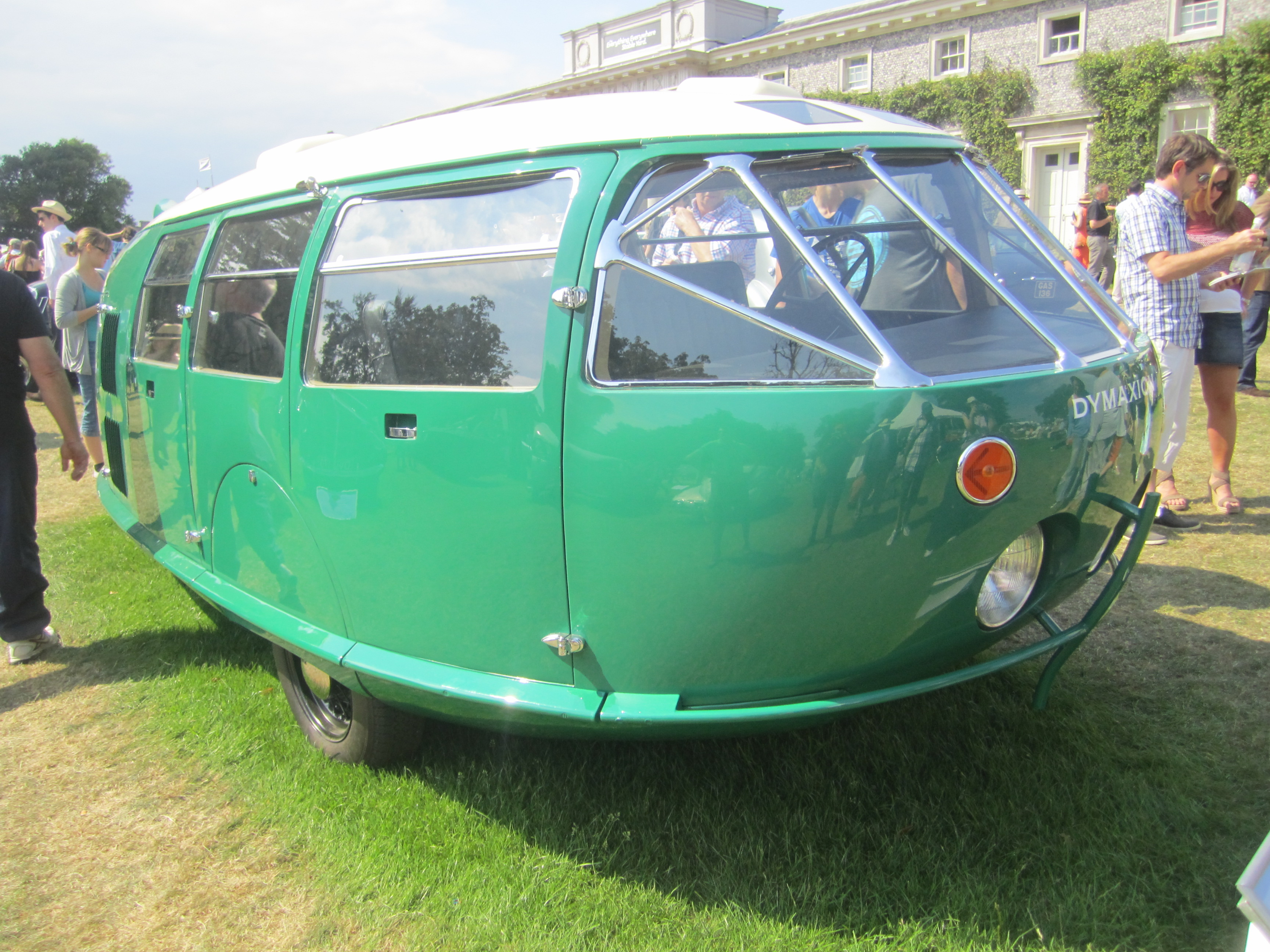
ノーマン・フォスターが製作した4号車（前部）。

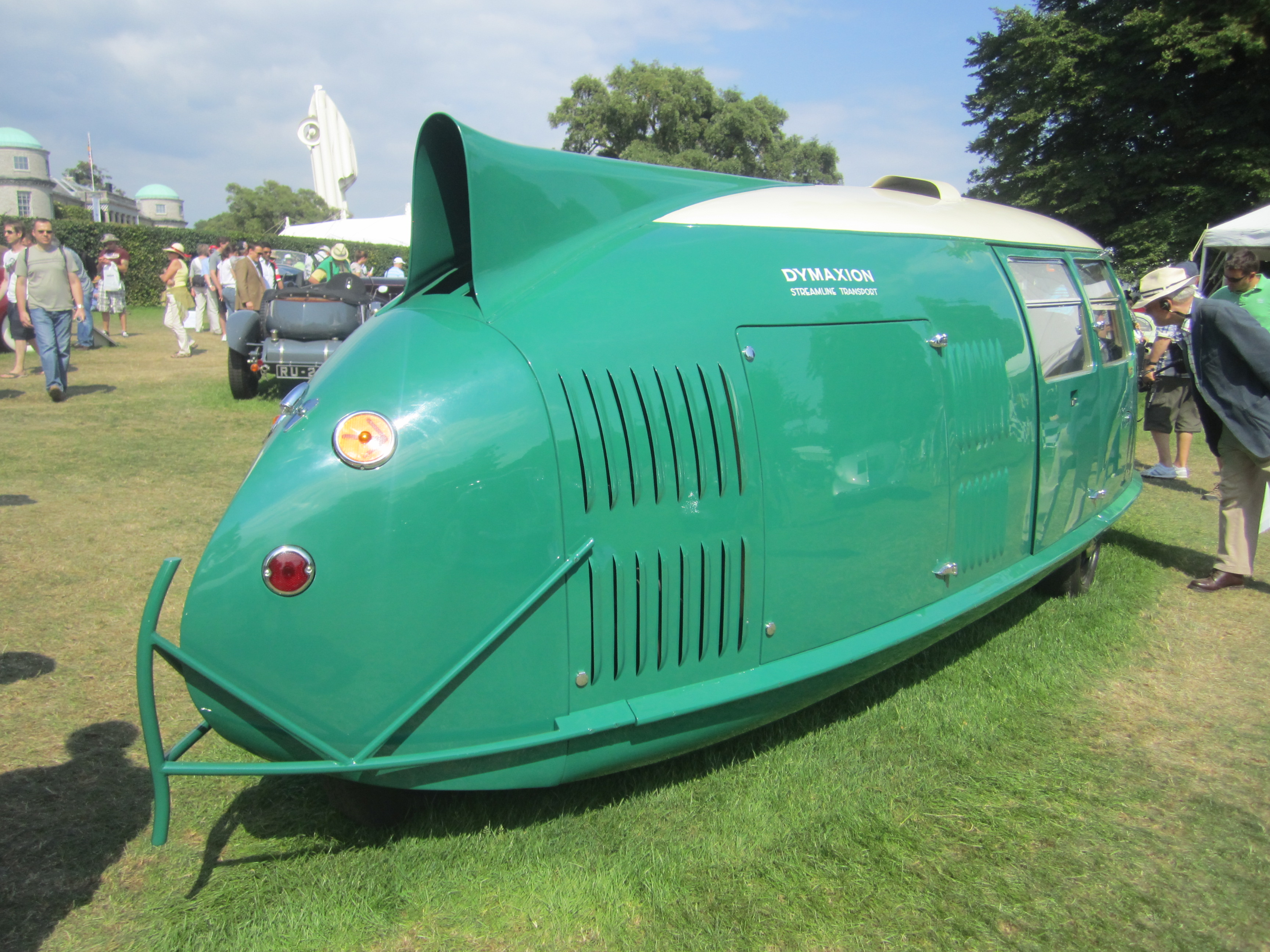
ノーマン・フォスターが製作した4号車（後部）。

製作されたオリジナルの3台は、前述したように1号車は焼失し、2号車はリノ (ネバダ州)の国立自動車博物館 (National Automobile Museum) 内のハーラー・コレクション (Harrah Collection) に保管され、3号車は1950年代に廃棄処分されて現存しないと考えられる。
2010年10月に建築家でありバックミンスター・フラーの教え子でもあるノーマン・フォスターは、4号車となるダイマクション・カーを再製作した。オリジナルのダイマクション・カーの内装を再現するため、4号車の製作の過程で広範囲に及ぶ調査が実施されたが、唯一のオリジナルである2号車は劣化が激しく、残された文書も充分なものではなかった。しかし、ノーマン・フォスターは、劣化した内装を復元することを条件に博物館から2号車を借り受けることに成功し、再製作は実現した。4号車の内装を担当するO'Rourke Coachtrimmers社は、2号車の内装のレストアも任され、2号車は調査とレストア作業のためにルドウィック (Rudgwick) に送られ、完成後に再びリノの国立自動車博物館に戻された。
他に自動車愛好家のジェフ・レイン(Jeff Lane)が、自身で運営するテネシー州ナッシュビルの自動車博物館のために製作した1号車のレプリカも存在する。シャーシはペンシルベニア、ボディワークはチェコ共和国の職人がそれぞれ担当した。木製フレームの車体は、塗装を施さないアルミニウム板を打ち付けた銀色のボディとライトブラウンのキャンバス地のソフトトップで構成される。インテリアも木製である。
ダイマクション・カーは映像作家でコメディアンであるノエル・マーフィー (Noel Murphy) の作品『The Last Dymaxion: Buckminster Fuller's Dream Restored』の題材となり、2011年10月にイェール大学で行われた上映会と講演を受けて映画は『ニューヨーク・タイムズ』紙に取り上げられた。